# Дробыш, Максим Андреевич
Максим Андреевич Дробыш (бел. Максім Андрэевіч Дробыш; род. 30 января 2001, Витебск) — белорусский футболист, полузащитник.

## Клубная карьера
Воспитанник футбольной академии «Витебска». В 2018 году футболист стал выступать за дублирующий состав клуба, а уже на следующий сезон в 2019 году стал подтягиваться к основной команде витебского клуба. Дебютировал за основную команду 26 июня 2019 года в матче Кубка Беларуси против «Слонима-2017», выйдя на замену на 57 минуте. Дебютный матч в чемпионате сыграл 1 декабря 2019 года против мозырской «Славии». В дебютном сезоне футболист провёл за клуб по матчу в чемпионате и Кубке, результативными действиями не отличившись.
В начале 2020 года футболист готовился к новому сезону вместе с основной командой клуба. Первый матч сыграл 29 марта 2020 года против гродненского «Немана», выйдя на замену на 88 минуте. Однако закрепиться в основной команде у футболист не вышло, на протяжении нескольких сезонов продолжая преимущественно выступать за дублирующий состав клуба. По итогу сезона 2022 года футболист вместе с кубом занял предпоследнее место в чемпионате и выбыл в Первую лигу.
В декабре 2022 года футболист вместе с клубом стал готовиться к новому сезону в Первой лиге. Новый сезон начал 5 марта 2023 года в матче Кубка Беларуси против гродненского «Немана». Выбыл с розыгрыша Кубка Беларуси проиграв в ответном четвертьфинальном матче 12 марта 2023 года гродненскому клубу. Первый матч в чемпионате сыграл 8 апреля 2023 года против клуба «Жодино-Южное». В июне 2023 года футболист продлил контракт с витебским клубом ещё на сезон. На протяжении всего сезона футболист был в клубе игроком замены, вместе с которым по итогу стал бронзовым призёром Первой лиги, отправившись в стыковые матчи за право получить повышение в Высшую лигу. По итогу стыковых матчей футболист вместе с клубом победил «Энергетик-БГУ» и получил повышение в классе.
4 июня 2024 года покинул «Витебск», и завершил карьеру в двадцать три года.

## Карьера в сборной
В октябре 2016 году футболист получил вызов в юношескую сборную Беларуси до 17 лет для участия в квалификационных матчей юношеского чемпионата Европы. Однако футболист вместе со сборной не выступал. Дебютный матч за сборную сыграл 21 августа 2017 года в товарищеской встрече против сборной Словении. В марте 2021 года футболист получил вызов в молодёжную сборную Беларуси. Дебютировал за сборную 26 марта 2021 года в товарищеском матче против сборной Армении. Также футболист провёл товарищеский матч со сборной Грузии.

## Статистика выступлений

### Клубная статистика
| Выступление      | Выступление      | Выступление      | Лига | Лига | Кубки | Кубки | Конт. кубки | Конт. кубки | Итого | Итого |
| Клуб             | Лига             | Сезон            | Игры | Голы | Игры  | Голы  | Игры        | Голы        | Игры  | Голы  |
| ---------------- | ---------------- | ---------------- | ---- | ---- | ----- | ----- | ----------- | ----------- | ----- | ----- |
| Витебск          | Высшая лига      | 2019             | 1    | 0    | 1     | 0     | 0           | 0           | 2     | 0     |
| Витебск          | Высшая лига      | 2020             | 3    | 0    | 0     | 0     | 0           | 0           | 3     | 0     |
| Витебск          | Итого            | Итого            | 4    | 0    | 1     | 0     | 0           | 0           | 5     | 0     |
| Всего за карьеру | Всего за карьеру | Всего за карьеру | 4    | 0    | 1     | 0     | 0           | 0           | 5     | 0     |